# Acacia caffra
Acacia caffra és una espècie de planta de la subfamília de les Mimosoideae dins el grup de les Lleguminoses. És un arbust o arbre caduc fi de fins a 14 m d'alçada i es troba als matollars costaners, pasturatges i a la sabana. És una espècie que s'usa per al fer fusta per a pipes. Fa suro de color gris i fissurat. Les branquetes són marró-vermelloses amb estries grises longitudinals. Les espines són llargues, en forma de ganxo, i normalment en parells per sota dels nodes, encara que inclogui algunes repartides al llarg de la tija. Les fulles són llargues d'uns 15-20x6cm amb uns 10-20 parells de pinnes (fulletes). El pecíol és llarg i presenta una glàndula al costat del primer parell de pinnes. la inflorescència es presenta en forma d'espiga de flors d'un color blanc groguenc que floreix el Setembre-Octubre o com a molt aviat cap a Juliol. El fruit és en forma de beina dehiscent, és a dir, un llegum de color marró que s'obre longitudinalment deixant caure les llavors durant la seva dispersió. El fullatge i els fruits són considerats com a bon farratge per a bestiar.
A Sud-àfrica, A. caffra, és una espècie molt variable. La forma trobada a Harare és més robusta del normal amb pinnes més llargues i beines més amples. Això dona crèdit a suggerir que va ser importat de la zona Rustenburg-Waterberg amb les carretes de bous a principis de segle. És una espècie que creix bastant ràpid, rebrota bé i sembla que és resistent al fred. El nom específic es pensa que prové de Kaffraria, un antic nom de la part est de la província del Cap.

## Distribució i ecologia
És una espècie sud-africana que només creix al sud-est de Botswana, al nord i a l'est de Sud-àfrica, a l'est de Ciutat del Cap i cap al sud de Moçambic. També existeix una població aïllada que creix en sòls argilosos per la zona de Zimbàbue. La localització, ara un camp de construcció, va ser una antiga zona en expansió en la que hi havia transport tirat per bestiar i és possible que A.caffra provingui d'aquella època. Malgrat ser una població petita s'ha mantingut en el transcurs dels anys. Fora de la zona de Zimbàbue normalment és una espècie de boscos oberts sobre muntanyes rocoses i arbusts de valls seques.

## Galeria

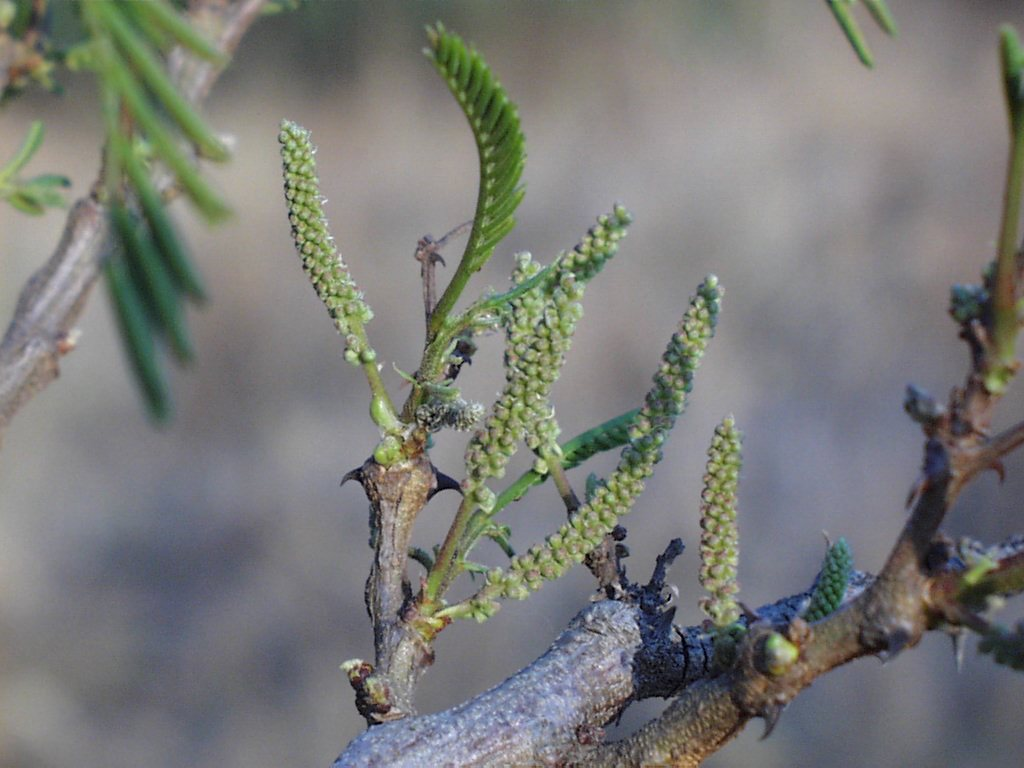
Brots de les fulles i flors
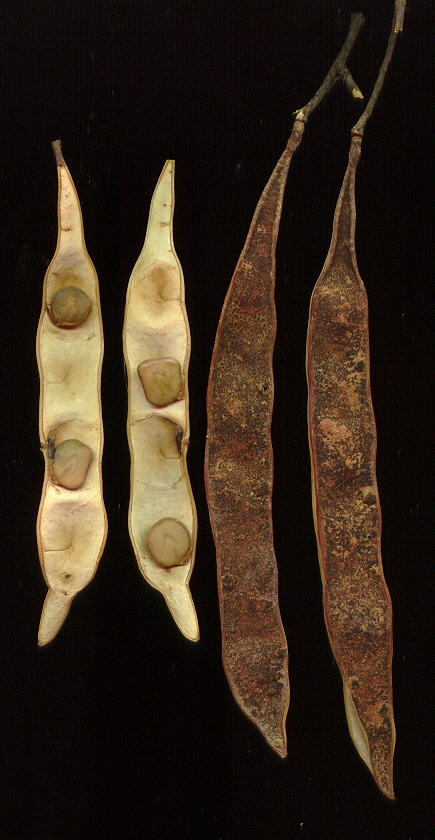
Beines
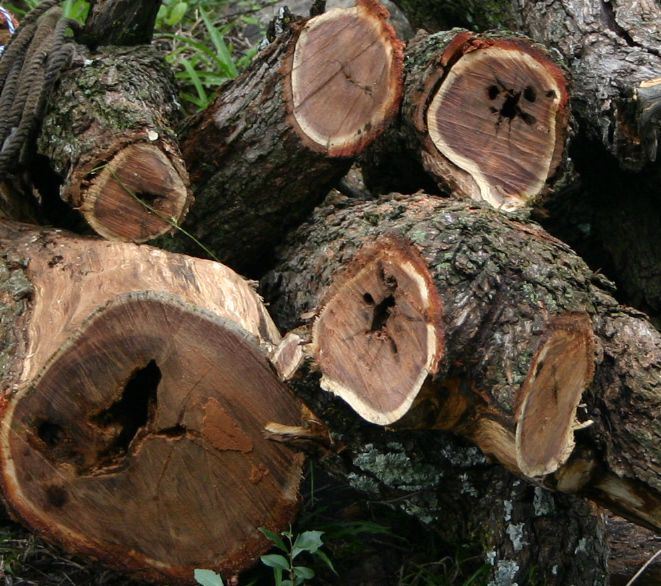
Troncs amb el cor podrit
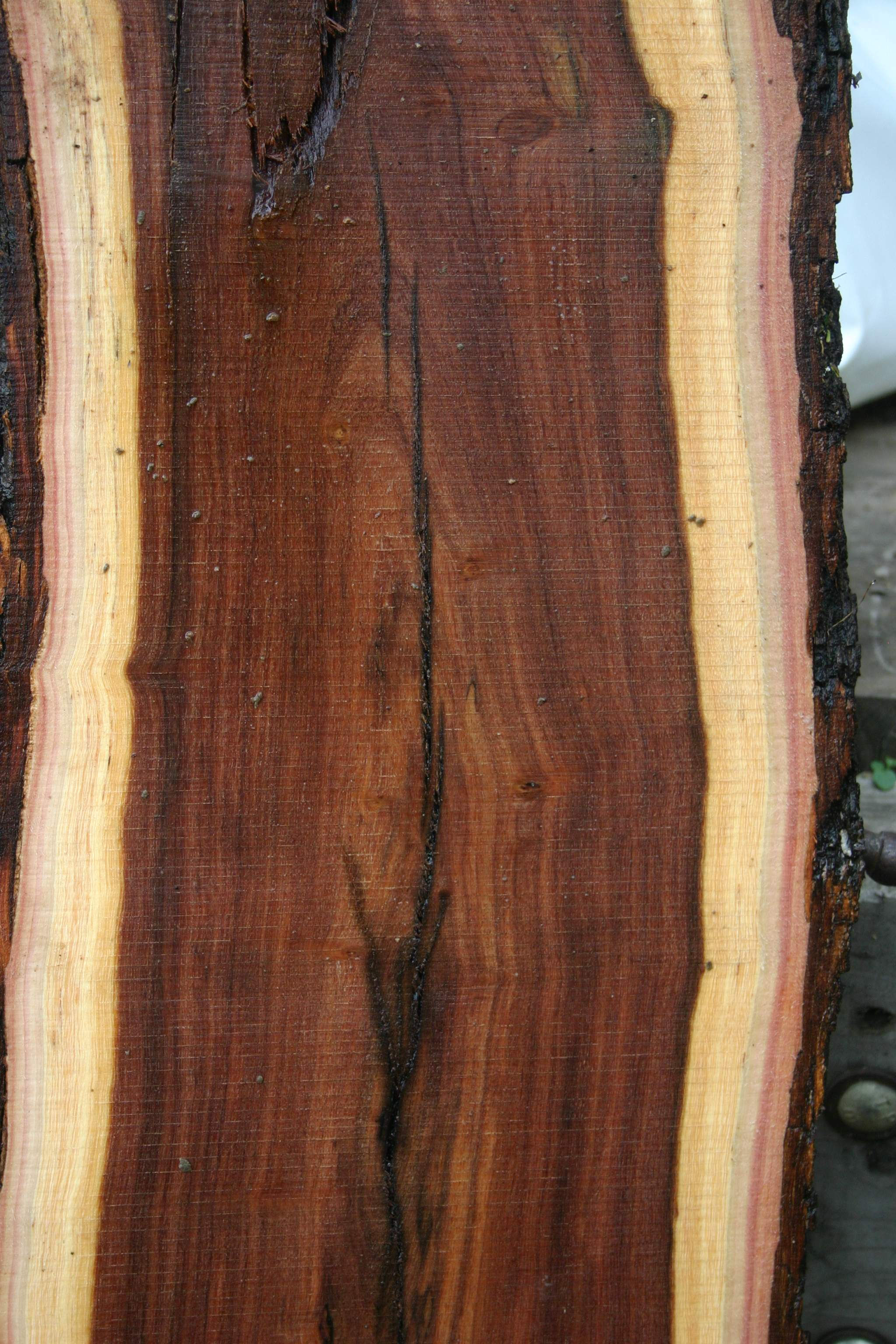
Duramen/albeca
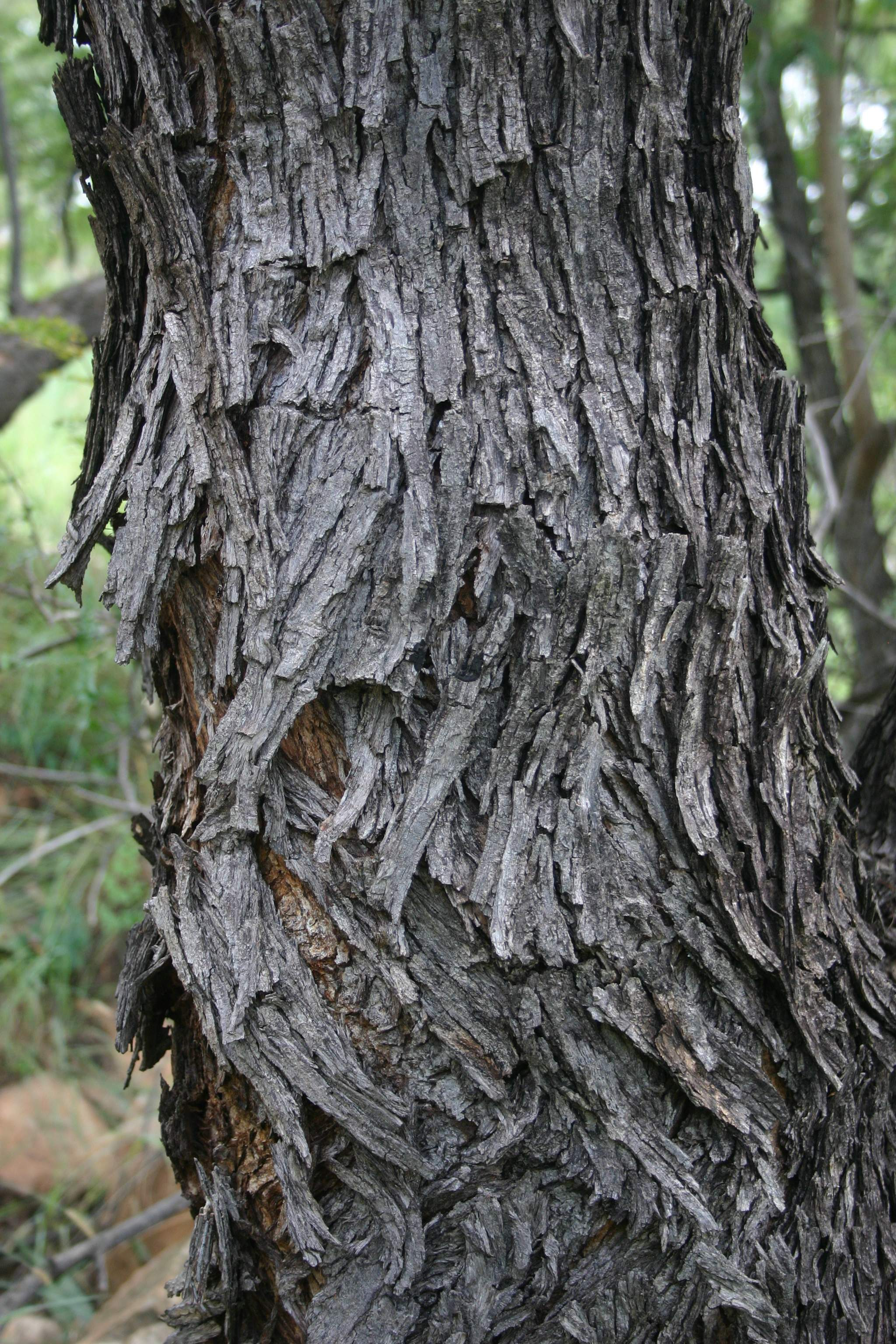
Tronc/Escorça